# クイズ100人に聞きました
『クイズ 100人に聞きました』（クイズ ひゃくにんにききました）は、1979年4月2日から1992年9月28日までTBS系列で毎週月曜日の19:00 - 19:30（JST）に放送されていたクイズ番組である。司会は関口宏。2003年2月3日から2009年1月26日までCS放送のTBSチャンネルにて再放送されていた。

## 概要
一般人100人に対して行ったアンケートを設問とし、その結果を推測して解答するという独自形式のクイズ番組である。これはアメリカABCのクイズ番組『ファミリー・フュード』（フリーマントルメディア制作、1976年開始、2025年現在も放送中）がベースとなっている。
当初は1978年4月2日から1979年3月25日まで『家族対抗クイズ合戦』（毎週日曜14:30 - 15:00、一部地域のみ）として放送、これが好評だったため、ゴールデンタイムへ移動・ネット局拡大・番組タイトルを改題して1979年4月2日に本番組（『クイズ 100人に聞きました』）の放送が開始された。番組名こそ変わったが、司会者や番組内容は全く同じである。

## 放映データ

### 通常放送
- 放映期間：1979年4月2日 - 1992年9月28日
- 放映日：毎週月曜日19:00 - 19:30（1979年4月 - 1984年9月、1987年10月 - 1992年9月）、19:20 - 20:00（1984年10月 - 1987年9月）。全て日本時間。
　※1984年10月 - 1987年9月は『JNNニュースコープ』の延長の関係で19:20 - 20:00になっていた）
- 司会・進行役：関口宏[注 2]（放送期間中は無遅刻無欠勤ですべての回に登場。『家族対抗クイズ合戦』時代から通算して14年半。関口はこの番組を機に俳優から本格的な司会業となる）。
- ナレーター：橋本テツヤ（通称「屋根裏のアナウンサー」。関口はこれを「屋根裏の中年男」などと揶揄することもあった）。
- 最高視聴率：30.7%（1979年10月22日放送分）

なお当時、関口は同局で『わくわく動物ランド』の司会も担当しており、TBSで1987年 - 1991年の春・秋（1991年は春のみ）に放送された『クイズまるごと大集合』では関口の他、ビートたけしや大橋巨泉も司会を行っていた（6問あり、1人あたり2問ずつ担当）。それより以前にも1983年と1984年には「スター対抗クイズ番組大集合」においてタモリが司会をしたこともある。なお、ビートたけしは1980年代前半に放送されたフジテレビの『THE MANZAI』で当番組を「くだらない番組」と笑いにしていた。

### 司会スタイル
- これまでのクイズ番組の司会者は司会者席に座っての方式が多かったが、関口は司会者席には座らずタイピンマイクを付けてスタジオを回ったりする方式の司会をしていた（その後のクイズ番組やバラエティー番組にも影響を与える）。一時期、関口が出題中に行うひじを付く姿勢が視聴者からクレームを浴びたが、逆にある視聴者からは司会者にも気楽な姿勢でやっている、別にひじを付いても悪くないという声もあったことから、その後定番としてすっかりお馴染みになった。この姿勢は、番組のヒントになったアメリカのクイズ番組（後述）での司会者に倣ってのものとされる。
- 出題は関口自身が読み上げるが、関口は問題を読み上げるためのカード（前期は大きめだったが、後期は小さめになった。従来のクイズ番組は原稿用紙がほとんどだったため、その後のクイズ番組にも影響を与える）を持っているために問題自体は知らされているが、たとえ答えを知っていても本当の正解や正解の順番は何番目にあるのかは一切わからない。すなわち、問題カードには正解は一切書かれておらず、パネルを開いた際に本当の正解がわかる。もちろん、先攻・後攻を決めるための早押し問題（早押しボタンが押された際に問題読み上げが止まり、問題カードが後ろに隠される）以外（順番に解答する時）は解答者も覗くことはできる。そのため、答えの展開によっては関口の意外な表情も見られることがあった。また、オープニングのトークは「関口メモ」と書かれた二つ折りの紙を見ており、「トラベルチャンス」の時に関口が正解を確認する際はフロアディレクターが持つカンニングペーパーを見ている。

### 声援
解答後のアタック音の最中に、観客の「ある!ある!ある!」の声援があり、これが番組の定番フレーズとなる。また、正解になりそうもない解答をした時は、観客は一瞬の間の後「ある!ある!ある!」の他に「ない!ない!ない!」も入り混じった声援を送っていた。なお、この声援は番組開始当時はなく、アタック音のみであった。スタッフから観客への指示ではない。

### 進行役とナレーターの役割分担
番組の特色として、橋本テツヤのナレーションによる番組進行が売りであった。番組のタイトルコール、出場チームの紹介・進行役の紹介、冒頭の提供読み、宿題クイズの応募のお知らせ、トラベルチャンスの説明、番組のエンディングの挨拶、視聴者プレゼントのお知らせもナレーションの橋本が一括して担当していた。
これは番組構成上、番組進行と収録を円滑に行い、司会の関口が進行役、橋本が屋根裏のアナウンサーという体裁をとっていたことやマンネリ化を打破、更には関口への負担を軽減するためであった。したがって橋本が実質的に総合司会的な役割を持ち、関口は番組のタイトルコール、出場チームの紹介・進行役の紹介や番組のエンディングでの締めの挨拶は一切していない。過去に1回だけ、司会の関口が進行役と屋根裏のアナウンサーの二役を務めた回もあるが、これは橋本が都合により収録を休んだためである。オープニングの関口の登場時には、橋本が「「クイズ100人に聞きました」進行役は、○○な（内容は毎回変わる）せきぐちーひろし」と紹介していた（初期は姓の語尾をあまり伸ばさなかった）。『クイズまるごと大集合』では「おおはしーきょせん」や「ビートーたけし」もあった。
ナレーション担当による番組進行は、アメリカのクイズ番組（ゲームショー）やスタジオトークショーでは一般的な形式で、この番組はその形式もまるごと取り入れている。同様にアメリカの番組『ザ・プライス・イズ・ライト』を翻案したTBSの『ザ・チャンス!』や、『マッチ・ゲーム』を翻案したフジテレビの『アイ・アイゲーム』も、同様な形式になっていた。

### 最終回
出場者応募の減少とTBSの番組編成見直しにより、1992年9月28日に放送された1時間スペシャルをもって終了し13年半の歴史に幕を下ろした。この最終回1時間特番は公開生放送による「感謝大棚ぞろえスペシャル」として行われ、芸能人が多数出場した。
最終回の主な出場者
- C.C.ガールズ（初代）
- CoCo・中嶋美智代合同チーム[注 4]
- 外国人タレントチーム（ケント・ギルバート、ケント・デリカット、チャック・ウィルソンら）
- ボクシングチャンピオンチーム（第1回出場メンバーだった具志堅用高ら）
- TBSテレビアナウンサーチーム
- サンデーモーニングレポーター
- ムーブのレギュラーメンバーなど

他に一般視聴者から3組の家族も「駆け込み参加」として出場した
最終回の特徴
- 生放送で時間の許す限り、できるだけ多くのチームが解答してハワイ旅行に行ってもらうため、一発勝負（一問限り）とし、そこで勝ったチームがトラベルチャンス（通常と同じ形で、ハワイ旅行決定時は天井から紙吹雪が降ったが、紙吹雪と風船は通常より少なかった。また通常使用したトラベルチャンス用のパネルは使わず、マルチビジョンを使って解答を行った。また、何人行くかの表示は百太郎のマークではなく、最上部のデジタル表示を使った）を行うという形だった。
- 番組の歴史上唯一、全問終了時に両チームが同点となり行われた同点決勝（通常問題の先攻後攻を決めるときと同じ方式）で使われた問題がそのまま出題された。
- 第一問は上段と下段は水色。中段は黄色。答えの数は黄緑色。百太郎は黄色。
- トラベルチャンスの答えの数は水色。百太郎は黄緑色。

### 通常放送終了後のリバイバル
- TBSのバラエティ番組などで何度か番組のセットが使用されたことがあったが（放送期間中でもドラマ番組『うちの子にかぎって』で本番組のセットが使われていた）、番組終了約3カ月後の1993年1月に正月特番で復活したのが最初のリバイバル版である。
- 2回目は2000年12月30日に放送された長時間特別番組『SAMBA・TV』の1コーナー（司会：福留功男、薬丸裕英）で復活。関口の司会で「SANBA・TV」チーム（薬丸・爆笑問題・中澤裕子（当時モーニング娘。）・矢口真里（同））と「シドニー五輪女子競泳メダリスト」チーム（田中雅美・中村真衣・大西順子・源純夏・中尾美樹）が対戦した。
- 3回目は2004年3月30日に放送された『ぴったんこカン・カン春の祭典スペシャル』で復活。「ぴったんこカン・カン」vs「渡る世間は鬼ばかり」、当時の新ドラマ「オレンジデイズ」vs「新しい風」、長寿番組「水戸黄門第33部」vs「はなまるマーケット」の対戦カードが組まれた。ただし、過去2回担当した関口ではなく、久本雅美（「ぴったんこvs渡鬼」、「水戸黄門vsはなまる」）とTBSアナウンサー・安住紳一郎（「オレンジデイズvs新しい風」。また、ぴったんこチームの解答者としても出演）司会での再復活となった。なお、マスコットマークは百太郎ではなく同番組のキャラクター「ぴったんこガエル」が使われた。さらに新ドラマ対決ではチャンス問題（先行チームがあらかじめ決まっている問題。それ以外は通常のルール）が出題されたり、長寿番組対決では放送上途中で打ち切られて勝利を確定されたり、「トラベルチャンス」での出題が3人になるなど、レギュラー番組時や最初のリバイバル時、『SAMBA TV』放送時とは違う番組進行となった。また、チームの獲得賞金の金額表示やトラベルチャンスの得点表示が反転式からデジタル表示に変わっていた。

## 趣旨

### 問題レベル
- 解答パネラーは一般の視聴者5人でチームを組み、2チームで得点を争う（通常は家族・親類同士。回によっては芸能人など。大学クイズサークル同士も稀にあり）。そのため大概、出場申し込みの告知テロップが番組内で表示された場合、5人全員の名前とそれぞれの続柄（例として代表者は「父」続いて「母」、以下「長女」もしくは「いとこ」など）を記入する旨が表示されていた。
- 問題は「都内に勤務するOL100人に聞きました、答えは7つ。昼休みにオススメの休憩スポットといえばどこ?」のように出題される。
- より多くの人が答えた回答から1・2・3…と並んでいる。
- 答えとなりうるのは基本的に2人以上が答えたものであるが、答えの数は表示パネルの都合上最大9つであるため、回答人数が同数になった答えが複数ある場合は2人以上答えていても少数意見になる場合もある（この「少数意見」すなわちボツとなった意見については途中のCM前に紹介される場合がある。中には珍答も多く、スタジオ内が大爆笑になる）。このため、大概は全部開けても有効回答の合計人数は100人にはならなかったが、まれに合計100人になる場合もあった。また、答えの数は最大でも9つであるが、ほとんどの問題で答えは5 - 8つになっている。ごくまれに4つの場合もあり、番組史上最も少なかったのは3つである。答えが8つまでの場合、余ったパネルには百太郎マーク[注 5] が表示されるが、答えが9つある場合はパネルが全て埋まっているため百太郎マークは表示されない。

### オープニング
- 画面向かって左側が赤チーム、右側が青チームに分かれており、タイトル表示後に橋本の紹介で赤チーム、青チームの順に出場者が登場（音楽が変更された初期は、両チーム同時に登場した）。そして青チームの登場口から関口が登場（初期は、手前から画面にフレームインする形で登場した）、各チームの出場者と手をタッチする。その後、関口の笑いを交えたオープニングトーク後にクイズ開始となる。
  - スペシャルでは全チームが赤チーム、青チームそれぞれの登場口から交互に登場し、スタジオ中央で紹介を受けて後ろに下がっていた。関口が登場してオープニングトーク後に組み合わせ抽選をしていた。
  - なお、2000年大晦日放送のSAMBA・TVのオープニングトークは、銀座の30・40代の男女100人に聞いた「『クイズ100人に聞きました』と聞いて、まず何を思い出すか」の結果が発表され、1位は「関口宏」で80人、2位は「ある!ある!ある!」で11人、3位は「司会者がひじをつく」で3人、4位は「トラベルチャンス」で2人、5位は「キツネのマーク」で2人であった。これらの人数を合計すると98人となり、残りの2人が少数意見として発表され、1人は「『見送り』の旗」、もう1人は「友人が出場してハワイへ行った」であった。
- なおオープニングは、初期から後期は正面の9分割スクリーンでタイトル表示をしていた（上段・下段にアンケートに答えてくれた一般の人、中段に「ク」「イ」「ズ」と表示され、スクリーンの切り替えで上段に「10」「0人」「に」、中段に「聞」「き」「ま」、下段に「し」「た」「百太郎マーク」と表示されるが、スペシャル番組の時は百太郎マークが「スペシャル」、クイズまるごと大集合の時は「クイズまるごと大集合」と表示され、ウルトラマンVS仮面ライダーの回では、ウルトラマンと仮面ライダーのミニキャラクターが表示された。なお、家族対抗クイズ合戦の時は、9面に百太郎マークが出され、スクリーンの切り替えで上段に「家」「族」「対抗」、中段に「ク」「イ」「ズ」、下段に「合」「戦」「百太郎マーク」と表示されていた）。音楽が変わった末期はスタジオ全体が映され、9分割のスクリーン全部にアンケートに答えてくれた一般の人、タイトル表示がテロップ表示に変更される。
  - 最終回SPではスクリーン全体に「100人に聞きました 最終回 感謝大棚ざらえ スペシャル」のタイトルが映し出され、それを斜め上から映して同じタイトルテロップを表示させた。

### ルール

#### 通常問題
- 問題は全5問（40分時代は全6問、1990年10月から1992年4月頃までは4問）で、40分時代は5問目と6問目、30分時代は最終問題で獲得得点2倍の逆転チャンス問題となる。

1. 問題毎に先攻・後攻を決めるため、各チームから解答者が1人ずつパネルの前に設置されている解答台に出る。2問目以降は順に後方へ移る。6問目は代表戦で任意のメンバーが出る。その際、互いに握手を交わすこととなっており、交わさなかった場合でも関口が握手を促す（稀に握手をしなかったにもかかわらず促さないでスルーしたことがある）。握手は本家の米国版でも行われている[注 6]。
2. 関口が問題を読み上げ、早押しで解答権を得て、順位の高い回答を当てる（相談は不可）。早く押した解答者が解答して1位を当てると、無条件にそのチームが先攻となる[注 7]が、1位を当てられなければ相手チームに解答権が移り、前の回答より高い順位の回答を当てれば先攻となる。回答人数が同じ回答を答えた場合はパネルの番号に関係なく、早押しボタンを早く押したチームが先攻となる（例えば早押しを早く押した側が6番、後に答えた側が5番の回答を開けたとしても、5番と6番の回答人数が同じなら、早押しボタンを早く押した側のチームが先攻となる）。但し両者正解が出ない場合は、1つでも正解が出るまで続く。
3. 先攻チームは1人ずつ順番に解答する（相談可）。なお、答えの範囲が広すぎる（例として「ごちそうと言えば何?」の問題に「肉」と答える）、2つ以上の答えが含まれるなど、答えた回答が曖昧で正誤判定がし辛い場合は、回答やり直しとして、アタック音の途中でピンポン音が3回鳴らされ、より具体的な回答を言い直す。アタック時には観客が「あるあるあるある！」と連呼したあと、カメラがスクリーンに向かってズームする（答えが残り1つの時にはその1枚のパネルにズームする）。正解するとピンポン音ともにパネルが開き、答えた人数が得点としてパネル上部の白い7セグの得点盤にプールされ、全てのパネルが開く（その時のピンポン音は長い）と先攻チームがその合計点を獲得できる。
4. 不正解の場合（パネルにない回答、1度出た回答を言う）や制限時間内（制限時間いっぱいで、警告としてブザーを短く数回鳴らされる）に答えられないなどの場合は、ブザーを鳴らされお手付きとなり（画面には□の中に×マーク（ジャギー、赤色）が出る）、四角の白地に赤く縁取りされた赤いバツマークのプラカードを持たされる。3回のお手つきで先攻チームは一旦失格。解答権が無くなり、後攻チームに解答権が移る（先攻チームが解答中の間に、後攻チームは相談をして答えをまとめる）。後攻チームは解答権は1回、関口の「せーの」の掛け声の後に全員で答え、正解で正解分の得点と先攻チームがプールした得点の合計点を獲得、先攻チームは正式に失格となる。不正解の場合は後攻チームが失格となり、プールされている得点を先攻チームが獲得する。
5. 最終的に得点の多いチームが勝利（その際、「勝利 ○○チーム」のテロップが出る）。「トラベルチャンス」の挑戦権を得る。

##### 特別企画でのルール
1時間に拡大して放送される特番（大学対抗ゲスト大会）などでは次のルールが適用された。
- クイズ前に、各チーム代表が所持しているボールを抽選ボックスに入れ、関口の抽選で選ばれた組同士で対戦する。勝利チームは決勝進出。敗れた組は、ペケ決定戦（最下位決定戦）へ回る。
- ペケ決定戦は、宿題クイズの要領で、あらかじめ上位の回答をいくつか開け、中位の回答（？のマークが出た順位の回答）が何だったかを当てる。筆記式で、1人正解につき1点（5人全員正解なら5点）。勝利したチームは最下位のチームの賞金を全額奪い取ることができる。これでも決着が付かない場合はサドンデスとして各チームの代表者1名が一発勝負の通常問題に挑戦し、点数の高い回答を当てたチームが勝利。
- 決勝戦は3問行い、勝利したチームがトラベルチャンスの挑戦権を得る。

#### 宿題クイズ
40分放送時に設定されたコーナーで4問目終了後に行われ、100人から調査した結果の内1つを視聴者が当てるコーナーで大抵は1位だが1位が圧倒的多数の場合2位または3位を当てるコーナーである。それ以外の答えはあらかじめ開かれ、ヒントとしている。問題の答えを応募して正解者から抽選で百太郎のぬいぐるみがプレゼントされる。宿題クイズの解答は次週に「おさらいクイズ」として宿題クイズの後に前回の宿題クイズの解答が発表される。答えの数は通常問題に比べ少ないケースが多かった（答え4 - 6つが殆ど、稀に3つということもあった）。30分に戻った後は直前の問題を宿題クイズとしていた。まれに第1問出題前に行う時もあった。クイズのヒントとして司会者から「宛先、その他は屋根裏の○○がご案内します」と○○の部分には正解のヒントになることを言っていた（TBSチャンネルでの再放送では一部の回をのぞき、CM前に入っていたためその部分はカットされている）。

#### 作戦
家族対抗のクイズ番組ということもあり、作戦的なものはほとんど存在せず、純粋に答えを出し合って競うことが基本だが、稀に「勝敗にこだわった」作戦を実行するチームも存在した。それは、最終問題でリードしているチームが最初の解答権を取るが、その後何も解答しなかったり故意に間違えて、お手付き3つで負けている後攻チームにそのまま解答権を移すことが数回あった。これで後攻チームが正解して点数が2倍になっても相手チームの点数に追い付かず、負けてしまう可能性がある。点数差が100点以上の時に起こりやすく、後攻チームの解答権が1回であることが要因であるが、後攻チームがそれに気づいたとしても対抗策がなく、どうすることもできない。

#### トラベルチャンス
- 勝利チームが挑戦し、解答者5人が1人ずつ順番に1問1答の問題を回答（他の解答者が答えを教えても構わない。また、当初は1問毎にアンケート対象が異なる問題が出題されたが、後にテーマを発表して5問全てアンケート対象が同一である問題を出題する方式に変わった）。最終的に5人の合計獲得点数によって、LOOK JTB（当初は「日本交通公社」で後にJTBに社名変更）によるハワイ旅行へ行ける人数が決定する。
- 「トラベルチャンス」では、9分割スクリーンではなく、専用のソラリー式（フラップ式）表示装置付きのパネルで行われる。前期はキャスター式で、後期は天井から吊り下げられる方式となっていた。
- パネルは、上から1段目に「トラベルチャンス」のタイトル（前期のキャスター式パネルにはなかった）、2段目は5つの百太郎ランプで、旅行の獲得人数に応じて左から順番にランプが点き、3段目の右部分は3桁のフラップ板の「TOTAL」表示で、1問毎の合計点数が表示され、4段目以降は問題の回答のメインのフラップ板と回答人数の2桁のフラップ板が、それぞれ5つずつある。なお、2チーム対戦形式のトラベルチャンスと最終回生放送スペシャルでは通常問題と同じく9分割のマルチスクリーンが使われた。また、2004年3月の『ぴったんこカン・カン春の祭典』では得点部分が赤いデジタル表示となった。スタート当初はタイトル表示は無く、合計点数も表示されていなかった。
- コーナー開始前には、関口の「○○（勝利チームのチーム名）チーム、○○万○○○○円（獲得賞金）獲得して、トラベルチャンス!」とコールした後にアタック音が流れて、9分割スクリーンにタイトルが表示される。パネルがキャスター式だった前期はCM明けにパネルがセットの真ん中に置かれていたが、吊り下げ式となった後期はアタック音に合わせて天井からパネルが降りてきて、終了後は即座に天井へ戻された。
- 解答者が回答を言った後、関口が「○○（回答を複唱）、トラベルチャンス!」とコールするとドラムロールが鳴ってメインのフラップ板が動き、最初はすぐ回答が出ない様に、9つの飛行機のマークがパラパラ漫画の様に左から右へ動いた後（ウルトラマンVS仮面ライダーの回では、奇数問目は飛ぶウルトラマン、偶数問目はバイクで走る仮面ライダーが動く）、解答した答えがある場合はチャイムが鳴りながら[注 8] メインのフラップ板に順位と回答、右側の2桁のフラップ板に回答人数を表示。不正解の場合はブザーが鳴らされ、メインのフラップ板に赤く縁取りされた四角の中に赤いバツマーク（画面にも□の中に×マーク（ジャギー、赤色）が出る）、右側のフラップ板に「0」が表示される。その後、関口が主な回答を発表中[注 9]、画面下テロップで回答の上位3つと人数が出される。
- 最終的に60点以上を獲得するとファンファーレが鳴り、天井から大量の紙吹雪と風船（赤チームは赤・橙・桃・白が各2個ずつ、青チームは青・緑・黄・白が各2個ずつの計8個）が降り、さらには客席から紙テープが飛んだ。なお、降ってきた風船は出場者あるいは観客の子供たちがもらうことができた（初期は風船がなかった）。
- 得点と旅行に行ける人数は以下の通り（番組でのルール説明では、☆ではなく百太郎マークが表示される）。
  - 120点以上…☆☆☆☆☆
  - 100点 〃 …☆☆☆☆
  - 80点 〃 …☆☆☆
  - 70点 〃 …☆☆
  - 60点 〃 …☆
  - 59点以下…0
- クイズ中にハワイ旅行獲得が1人決定する毎に、関口がチームカラーの百太郎マークが入った帽子（初期はピンクと水色の帽子だった）を解答者に被せ、最終的な人数が決定すると関口からハワイ旅行を獲得した解答者にLOOK JTBの旅行カバンを渡され、獲得出来なかった解答者と負けチームの解答者はチームカラーに白字で「見送り」と書かれたペナントの形をした旗を持つ（初期はピンクに赤字、水色に青字だった）。またテレビ画面には「おめでとう!! ハワイの旅○名様ご招待」の字幕スーパーが表示される（1991年3月までは勝利したチームの色の文字で[注 10]。1991年4月からは金色の文字で表示された[注 11]）。また、59点以下の場合は間が抜けたBGM[注 12] が流れ、紙吹雪と風船は降らず旅行獲得者なし・全員見送りで失格（画面上では「残念!」表示）となり、客席からの紙テープも飛ばなかった。高得点を稼ぎつつ、問題途中で120点以上に達した場合は先述の規定に倣いつつ、その時点で問題が残っていてもそのまま打ち切って全員ハワイ旅行獲得決定となる。
- 前身の「家族対抗…」時代の前期は解答者席ではなく、「トラベルチャンス」のパネルの前で紙吹雪が降った。
- 海外旅行は当初、シンガポール・バンコク・香港の3カ所で後にグアム・サイパンの2カ所だったが、最終的にハワイに落ち着いた。前身の『家族対抗クイズ合戦』も同じパターンだった。
- 回によっては、特別企画として5つのメインフラップ板に問題のテーマが出され、その中から好きな問題を選んで解答する「えらべるトラベル」や、日本人と外国人など、二種類のアンケート対象者に同じ・類似[注 13] したアンケートを回答、一方のアンケート対象の結果を参考にして、もう一方のアンケート対象者の回答を当てる「くらべるトラベル」等もあった。また、くらべるトラベルでは、めくりフリップを使って一方のアンケート対象者の回答を発表後に問題を出し、解答後にもう一方のアンケート対象者の解答を発表した。
- ハプニングとして、スタッフのミスで失格になったのに紙吹雪と風船を降らせてしまった回もあったり、誰もいない敗者チームの解答席に紙吹雪と風船を降らせてしまった回もあった。また「トラベルチャンス」の最中に板に載っていた風船が落ちてきたり（関口が「もう5人獲得になったの?」と発言した）、何かの拍子で風船が割れてしまうハプニングもあった。
- 全員見送り・失格となるBGMは3代のパターンがあって、初代は前半のクイズで3問×がついたときと逆転チャンスで失敗した時と同じもの（最後に「コケ」と入る音調のもの）、2代目は「ヒューードン」の音調のもの、3代目はしおれた雰囲気のものとなる（なお、3代目のBGMは出身大学別の芸能人チーム対戦で最下位になったチームでも流れていた）。
- 不正解をしたり下位の答えを挙げて5人全員獲得が困難になると、答えた解答者にあらかじめ見送りの旗を持たせることも見られた。逆に上位の答えを挙げて5人全員獲得に貢献した解答者には60点に到達しない段階から帽子をかぶせることもあった。
- ほとんどの回で最低1人ハワイ獲得者が出来たが、ハワイ旅行全員見送り、失格となった回も毎年数回は必ずあった（4人目まで不正解で0点、または低得点しか獲得出来ず、アンカーでようやく1位の点数を獲得しても1人獲得条件の60点にならず、失格するケースもあった。また、5人全員獲得すると宣言しながら、結局失格となる不運な結果になった回や2週連続で失格となったことも過去にあった）。中にはハワイ旅行が1人も獲得できず、あまりの悔しさに号泣した人もいた。
- 1989年5月1日放送の第515回では10周年スペシャルトラベルチャンスの時は史上初のチーム対戦を実施。回答表示は従来のフラップボードではなく通常問題の9分割スクリーンを使い、センターの早押し台での1対1の対決で、関口の問題を読み上げ後に早押し、早く押した先攻の解答者が答えて回答した人数が点数として加算、次に押せなかった後攻の解答者が答えて答えた人数が点数として加算され、合計得点は各チームのスコアボード、獲得人数は各チームのスコアボード上部に出された百太郎ランプに表示される。これを順番に5回行い、獲得した点数の多いチームが優勝となり、点数に応じた人数分の旅行獲得（獲得人数の点数の条件は通常と同じ）、点数の少なかったチームは点数にかかわらず全員「見送り」となる。なので先攻の解答者は1位を狙う、後攻の解答者はは先攻が1位なら2位を狙う、先攻が2位以下なら1位を狙う必要があり、無条件で1位・高得点を狙える先攻が有利、1位・高得点を当てられない様に運を天に任せるしかない後攻は、やや不利である。この時の海外旅行はハワイではなく、オーストラリアだった。この対戦形式のトラベルチャンスはそれ以降もスペシャル版や1992年8月10日、17日、24日放送（第678回 - 第680回、夏休み高校生大会）でも行われた。パネルの色は、トラベルチャンスの答えの数は赤色、百太郎は黄色となっていた。
- 過去の放送の中には4人目までに得点が120点以上を獲得・全員獲得が確定して、アンカーを行わずに終了した回があるが、放送されなかった問題は宿題クイズとして扱われた。
- 1989年12月18日と同年12月25日と1990年1月8日の放送（第547回 - 第549回）では、3回連続でトラベルチャンスで全員が獲得し、ハワイ旅行に行くことができた事もあった。
- ハワイ旅行獲得人数が4人以下の場合、司会の関口は女性解答者を優先的に帽子をかぶせ、男性解答者に見送りの旗を持たせることが多かった。そのために、「関口は女性に対する態度が甘い」、「帽子は高得点を取った順からかぶせるべき」などという批判の投書が番組に多く寄せられていた。時には子供を優先に帽子をかぶせるケースもあったが、こちらはあまり批判の投書は無かった。
- 2004年3月30日の『ぴったんこカン・カン春の祭典』での「トラベルチャンス」は解答者が1・2回戦が3人、3回戦が6人で、1・2回戦では70点以上で全員獲得、60点台で4人、50点台で3人、40点台で2人、30点台で1人、30点未満だと失格、3回戦のみ75点以上で全員獲得、65点から74点までだと5人、55点から64点だと4人、45点から54点だと3人、35点から44点だと2人、25点から34点だと1人で、24点以下だと失格となった。また、「素晴らしい!全員ハワイ獲得!」（久本が担当して全員獲得）、「うん、ちょっと迷っているか?」（最後の問題）→（その問題が0人で不正解となってしまい）「残念!ハワイ旅行はお二方のみ!」（安住が担当して2人しか獲得出来ず）などと実況までしていた。
- 関口がハワイ旅行獲得者確定後にコメントすることはなく、エンディングの歓声と拍手が渦巻く中、橋本がハワイ旅行獲得人数と獲得賞金を早口で紹介した。
- アメリカをはじめ世界各国で放送されている「ファミリー・フュード」では、最後の賞金獲得クイズとして、2人の代表者にクイズを出題し、200点を目指す「ファスト・マネー」が採用されている。回答者の答えを即座に電光掲示板に表示する演出があるが、当時の日本の技術では仮名交じり文の表示は困難であったため、日本オリジナルの「トラベルチャンス」が作られた。

### 賞金
- 賞金は1点につき500円（後に1987年10月から700円に変更、1991年4月から4問時代と末期・SAMBA TVは1,000円）。このほかに1987年10月5日放送の第438回では19:00に引越し（正確には3年ぶりに同時刻に復帰）した記念として7時（7:00）にちなんで両チームに700円が、1991年1月28日放送の第600回では記念に両チームに600円が特別に賞金に加算されたり、300回、400回、500回、600回ごとにお祝いとしてスタジオの観客に記念品として放送回数が焼印された紅白饅頭がプレゼントされた。
- 最終回に関しては1点につき700円だった。

### 団体戦ルール
1992年8月10日、17日、24日放送の「夏休み高校生大会」（第2次予選）や「クイズまるごと大集合」などでは団体戦で行われる事もあった（なお、『クイズまるごと大集合』では1990年秋の回（1990年10月2日放送）から）。ルールは以下の通り。
- 関口が問題を読み上げた後、早押しで早く押したチームから順番に、最大で早押し4番目のチームまで解答権を得る。それ以降のチームには解答権は無い。
- 早押し1番目チームから解答。正解で答えた人数がチームの得点としてプールされ、回答を全部開けると得点を総取り。不正解で早押し2番目チームに解答権が移る。
- 早押し2番目チームは、1番目チームと同様のルールで解答、回答を全部開けると1番目チームがプールした得点も横取りとなって得点を総取り。不正解で3番目チームに解答権が移り、やはり同様のルールで解答、不正解で早押し4番目チームに解答権が移る。
- 早押し4番目チームは解答権は1回。正解で正解の得点に加え、1番目から3番目チームがプールした得点を総取り、不正解で1番目から3番目のチームがそれぞれプールした得点を獲得。

## スタッフ
- 構成：日野原幼紀、福岡秀広、大倉利晴、植竹公和、高橋秀樹、零弘幸、池田裕幾、村田松葉　他
- 音楽：服部克久、安川宙志
- 制作：古賀一郎
- プロデューサー：森勲、三角英一、岩原貞雄（プロデューサーのほとんどが居作昌果の元で育った部下たちである）
- ディレクター：森勲、加藤嘉一（当番組司会の関口が司会を担当していた「クイズまるごと大集合」の後番組「オールスター感謝祭」立ち上げ初代プロデューサー、元･TBSラジオ会長）、伊佐野英樹、小玉滋彦、熊谷信也、吉橋隆雄、多良寛則（TBSビデオ事件で懲戒解雇）他
- 美術デザイン：加藤昌男
- 美術制作：田島末吉、金野寿雄、和田一郎
- 作画：阿部明
- 調査協力：輿論科学協会、サン・ルミネ・コーポレーション
- 旅行協力：日本交通公社 → LOOK JTB
- 製作著作：TBS

## 変動
| 期間 | 期間    | 音楽         | セット概要 | スクリーン色概要 |
| --- | ------- | ------------ | --- | --- |
| 1979.4 | 1984.9  | 服部克久1・2 | セット中央のフェード表示式スクリーンの背景板は青かった。 トラベルチャンスのパネルは、空港の出発案内板を模したソラリー式（フラップ式）表示装置が使われ、CM中にキャスター式のパネルをスタジオ中央に移動する作業方式だった。            | 第1問から第4問目までの上段と下段は水色。 第1問から第4問目まで中段は黄色（茶色に近い）。 第5問目の上段と下段は赤色。 5問目の中段は黄緑色。 第1問から第4問目まで答えの数は水色。 第1問から第5問目まで百太郎は黄緑色。 第5問目の答えの数は赤色。 トラベルチャンス時は奇数は水色、偶数は黄色3。                                                                       |
| 1984.10 | 1987.10 | 服部克久1・2 | セット中央のフェード表示式スクリーンの背景板が茶色の丸い凸凹形に出場チームの背景板が丸型にそれぞれ変更。 トラベルチャンスのパネルは丸型にCM前のアタック音の時に天井からパネルが降りていく仕組みで、終了後は天井へ戻るものとなった。4 | 第1問から第4問目までの上段と下段は水色。 第1問から第4問、第6問目までの中段は黄色。 第5問から第6問目までの上段と下段は赤色。 第5問目の中段は黄緑色。 第1問から第4問目まで答えの数は黄緑色。 第1問から第4問目まで百太郎は水色。 第5問目から第6問目まで答えの数は赤色。 第5問目の百太郎は黄緑色。 第6問目の百太郎は黄色。 宿題クイズはトラベルチャンスのものを使用。 |
| 1987.10 | 1989.3  | 服部克久1・2 | 色の塗り替えと、床の段差部分に「WE ASKED 100 PEOPLE」の英文表記の文字が書かれている。 | 第1問から第4問目までの上段と下段は赤色（オレンジに近い）、中段は黄色。 第5問目の上段と下段は黄緑色、中段は赤色（オレンジに近い）。 第1問から第4問目まで答えの数は水色、 百太郎は黄色。 第5問目の答えの数は赤色。 百太郎は黄緑色。 トラベルチャンス時は奇数は赤色（オレンジに近い）、偶数は黄色。                                                                  |
| 1989.4 | 1989.12 | 服部克久1・2 | 出場チームの背景板が半径型に変更。5 | 第1問から第4問目までの上段と下段は黄緑色。 第1問から第5問目まで中段は黄色。 第5問目の上段と下段は水色。 第1問から第4問目まで答えの数は水色。 百太郎は黄緑色。 第5問目の答えの数は黄緑色。 百太郎は黄色。 トラベルチャンスは前回のものを使用6。 |
| 1990.1 | 1991.3  | 安川宙志7    | 出場チームの背景板が半径型に変更。5 | 第1問から第4問目までの上段と下段は黄緑色。 第1問から第5問目まで中段は黄色。 第5問目の上段と下段は水色。 第1問から第4問目まで答えの数は水色。 百太郎は黄緑色。 第5問目の答えの数は黄緑色。 百太郎は黄色。 トラベルチャンスは前回のものを使用6。 |
| 1991.4 | 1992.9  | 安川宙志7    | セット中央のフェード表示式スクリーンの背景板が丸型に背景板も変更。 | 第1問から第4問目までの上段と下段は黄緑色。 第1問から第5問目まで中段は黄色。 第5問目の上段と下段は水色。 第1問から第4問目まで答えの数は水色。 百太郎は黄緑色。 第5問目の答えの数は黄緑色。 百太郎は黄色。 トラベルチャンスは前回のものを使用6。 |
| - 1 1984年10月に曲のアレンジ変更。 - 2 復活特番もこの音楽が使用された。 - 3 復活特番もこのスクリーン色を使用、但し第5問目の上段と下段は赤色、中段は黄緑色だった。 - 4 復活特番もこのセットで再現された。 - 5 1989年10月9日放送分（第537回）から出場チームの文字形式が変更。 - 6 1990年1月にトラベルチャンス時の絵が「百太郎マーク」から「サーフィンをする百太郎」に変更。 - 7 1991年4月に曲のアレンジ変更。 |         |              | | |

- セット中央に9枚のフェード表示式スクリーンが設置される（番組を始める時はタイトルロゴを表示した状態）。スクリーンの左に赤チームの赤色・右に青チームの青色のデジタルのスコアボード、上部に得点がプールされる白色のデジタルのスコアボードが設置されている。得点の加算の際は、加算されるチーム側のスクリーン周りの電飾が点滅する。番組後期では、オープニングで3つのスコアボードに「100」と表示されていた。各チームの解答席の前に、獲得賞金を表示するフラップ式の金額表示板がある。
- 団体戦 解答席の上部にプールされた得点、下部に獲得得点がフラップ式のスコアボードに表示される。クイズダービーの予想席と類似している。

## ネット局
系列はネット終了時点（打ち切り時はネット打ち切り時）のもの。
| 放送対象地域          | 放送局         | 系列                          | ネット形態 | 備考                                                                                                |
| --------------------- | -------------- | ----------------------------- | ---------- | --------------------------------------------------------------------------------------------------- |
| 関東広域圏            | 東京放送       | TBS系列                       | 制作局     | 現：TBSテレビ                                                                                       |
| 北海道                | 北海道放送     | TBS系列                       | 同時ネット | |
| 青森県                | 青森テレビ     | TBS系列                       | 同時ネット | |
| 岩手県                | 岩手放送       | TBS系列                       | 同時ネット | 現：IBC岩手放送                                                                                     |
| 宮城県                | 東北放送       | TBS系列                       | 同時ネット | |
| 秋田県                | 秋田放送       | 日本テレビ系列                | 遅れネット | 1980年3月打ち切り                                                                                   |
| 山形県                | 山形放送       | 日本テレビ系列 テレビ朝日系列 | 遅れネット | 1982年3月打ち切り                                                                                   |
| 山形県                | テレビユー山形 | TBS系列                       | 同時ネット | 1989年10月開局から                                                                                  |
| 福島県                | 福島テレビ     | フジテレビ系列                | 同時ネット | 1983年9月打ち切り 1983年3月まではTBS系列とのクロスネット局                                          |
| 福島県                | テレビユー福島 | TBS系列                       | 同時ネット | 1983年11月28日のサービス放送から                                                                    |
| 山梨県                | テレビ山梨     | TBS系列                       | 同時ネット | |
| 新潟県                | 新潟放送       | TBS系列                       | 同時ネット | |
| 長野県                | 信越放送       | TBS系列                       | 同時ネット | |
| 静岡県                | 静岡放送       | TBS系列                       | 同時ネット | |
| 富山県                | 北日本放送     | 日本テレビ系列                | 同時ネット | 1984年9月24日打ち切り                                                                               |
| 富山県                | テレビユー富山 | TBS系列                       | 同時ネット | 現：チューリップテレビ 1990年10月開局から                                                           |
| 石川県                | 北陸放送       | TBS系列                       | 同時ネット | |
| 福井県                | 福井放送       | 日本テレビ系列                | 遅れネット | 金曜 18:00 - 18:30にて放送 1979年4月6日から9月29日の半年間のみ放送。                                |
| 中京広域圏            | 中部日本放送   | TBS系列                       | 同時ネット | 現：CBCテレビ                                                                                       |
| 近畿広域圏            | 毎日放送       | TBS系列                       | 同時ネット | |
| 岡山県 →岡山県 香川県 | 山陽放送       | TBS系列                       | 同時ネット | 現：RSK山陽放送 1983年3月までの放送エリアは岡山県のみ 1983年4月より相互乗り入れに伴い香川県でも放送 |
| 鳥取県 島根県         | 山陰放送       | TBS系列                       | 同時ネット | |
| 広島県                | 中国放送       | TBS系列                       | 同時ネット | |
| 山口県                | テレビ山口     | TBS系列                       | 同時ネット | |
| 愛媛県                | 南海放送       | 日本テレビ系列                | 遅れネット | 1982年3月打ち切り                                                                                   |
| 高知県                | テレビ高知     | TBS系列                       | 同時ネット | |
| 福岡県                | RKB毎日放送    | TBS系列                       | 同時ネット | |
| 長崎県                | 長崎放送       | TBS系列                       | 同時ネット | |
| 熊本県                | 熊本放送       | TBS系列                       | 同時ネット | |
| 大分県                | 大分放送       | TBS系列                       | 同時ネット | |
| 宮崎県                | 宮崎放送       | TBS系列                       | 同時ネット | |
| 鹿児島県              | 南日本放送     | TBS系列                       | 同時ネット | |
| 沖縄県                | 琉球放送       | TBS系列                       | 同時ネット | |

## 補足
- 番組開始当初から1982年3月までは、YKKの一社提供[注 20] で、「YKKファミリーアワー」というオープニングキャッチがあった（ナレーションは伊武雅刀で「YKKがお送りします」とコメント）。エンディングの提供読みは「この番組はファスナーとアルミ建材のYKK 吉田工業・吉田商事の提供でお送りしました」だった。ヒッチハイクとしてヤクルト本社とライオンのCMが流されており、そのうちライオンは1982年4月からはYKKとの二社提供として本提供に参加。さらに1984年10月から4、5社提供に移行後もYKKとライオンは筆頭スポンサーに連ねたが、1991年9月をもってYKKは撤退。1991年10月以降はライオンを筆頭に、カプコン、日本タッパーウェア、日本ハムなど複数社となった（複数社提供移行後のオープニング提供読みはナレーションの橋本テツヤが担当）。[注 21]
- この番組は、門戸が狭い視聴者参加のクイズ番組の一つに挙げられていた。実際1980年代前半には競争率1000倍（1983年8月24日のスポーツニッポン内の記事より）にもなったといわれている。
- センターの早押し台の早押しボタンは、赤色のマーカーランプが使用されているが、このランプの透明プラスチックカバーの中に電球が入っており、早く押すと電球が点く仕組みになっている。過去の放送の中には本番中に早押しボタンを押す際に勢いをつけ過ぎて、ボタンが根元から外れるハプニングがあった。1回は最終問題だったため事なきを得たものの、もう1回は最初の問題で発生したので、スタッフが修理してその後再開した。またボタンが大きかったため、SAMBA・TVで矢口真里が早押しボタンを押す際、ボタンの横を叩いてランプが点かず、対戦相手の中尾美樹に押されてしまうハプニングがあった。
- セットの9分割スクリーン（リアプロジェクション式9画面マルチスクリーン）の作り方、操作方法は（1975年までTBS系列で放送していた）ABC制作のクイズ番組『霊感ヤマカン第六感』のスタッフに作り方を聞いて作られたものであった。「家族対抗クイズ合戦」時代の初期は画面の切り替わりが一旦消灯して再表示するしくみだったが、後にフェード表示で切り替わるしくみに変更された。消灯した時点で正解か不正解かがわかってしまい面白みが減ることを防ぐためと思われる。東海テレビ「家族対抗チャンスクイズ」でも使用された（こちらは、「霊感…」同様に一旦消灯して再表示するものだった）。
- マスコットとして「百太郎（ひゃくたろう）」が番組開始当初から設定されていた。当初はイラストばかりだったが後に着ぐるみが作られ、スタジオやロケなどに登場するなど活躍していた。百太郎はホッキョクギツネであるが、「これは何の動物だと思うか」という問題が出題されたことがある（多くの人が思った答えを当てる）。
- 1回だけトラベルチャンス中にニュースが番組を中断して挿入されてしまい、次番組『わいわいスポーツ塾』以降の番組が10分繰り下がってしまったことがあった。他系列の同時ネット番組が無いJNN系列ならではのエピソードである。
- 番組では答えが1つになる問題を探したり、毎年プロ野球のペケチーム予想（今年優勝しそうもないチームの予想）を行っていた。死者に鞭を打つと困るためトップのチームは公表しなかったが、残りのチームが全て出ているほか、関口がペケチームの親会社に引っかけたオチを言う（例・ロッテオリオンズ（当時）の場合「ロッテのガムでも噛んで頑張っていただきたい。」1990年4月2日放送分）ため、結局は分かってしまう。
- 「耳の大きな動物といえば?」という問題で全部の回答が開いて合計が99だったということがあった。「じゃあ、残り1つはなんだったんでしょう?」と回答外の答が紹介されたことがあった。残り1つは「江川卓」だった。
- 1979年4月2日放送の第1回は、当時プロボクシング世界チャンピオンで8度目の防衛戦を1週間後に控えていた具志堅用高の家族（テロップでは「協栄ジム 具志堅チーム」）と一般人家族の対戦だった。「トラベルチャンス」は具志堅チームが挑戦したが、第1回早々海外旅行獲得はならず、失格となった。このときの橋本の関口紹介のコメントは「進行は、100人に聞いた結果選ばれた関口宏（この時は「せきぐちー」とは伸ばさなかった）」で、その後の関口の第一声は「いよいよ始まりました。この春最大の話題を呼んだ『クイズ100人に聞きました』でございます。」であった。この回で出題された「しりとりで卵と言ったら次は何?」という問題は12年後の600回記念でも出題された。また、具志堅は最終回にも「ボクシングチャンピオンチーム」として出場した。
- 1981年ごろ、山田邦子も芸能界デビュー前に家族で挑戦したが予選で敗退した。またこの頃、芸能界デビュー前の山口美江が出題用の街頭アンケートに答えている。山田は後に芸能界に入る前、父から芸能界に入ることを反対されて、山田が芸能界に入る際に関口が懸命に山田の父を説得し最終的に認められたという逸話がある。現在も山田に取って関口は恩人である。
- 1984年ごろ、島田奈央子（島田奈美）もアイドルとしてデビューする前に一家で番組に出場した。[注 22]
- 1986年12月29日放送で、当時自民党所属（現在は立憲民主党所属）の小沢一郎衆議院議員（『学校別大学OB大会』で、慶應義塾大学の出身として出演）も解答者として出場したことがある。
- 1987年12月28日放送の第450回では本放送期間中で唯一の同点決勝があった。最終問題が終わった時点で同点となったため。万が一同点の場合に備えての決勝問題が通常問題とは別に用意されていた。最終回ではこのときの決勝問題をそのまま流用して通常対戦を行った。
- 1988年頃、通称「屋根裏のアナウンサー」こと、ナレーターの橋本テツヤの声が「怖い」という投書が全国各地から番組宛に寄せられたことを番組冒頭で紹介。司会の関口は秋田県と山形県からだけはそういった投書が一通も来なかった旨を話し、「スタッフが調べました。秋田と山形では番組をやっていなかったんですねー。」と話したことがある。
- フジテレビのバラエティ番組『ウッチャンナンチャンのやるならやらねば!』で、本家がOA中にもかかわらず番組のパロディがOAされた（タイトルは「クイズ5,6人に聞いちゃいました」）。司会役は関口に扮した内村光良（その時の役名は"関ロ（カタカナの「ロ」）宏"）であったがなんとゲリラで関口本人が登場し、司会を務める。南原扮する加山雄三が関口に対して「僕はあれを見てみたいんだね」と例の肘を付く仕草を催促したところ、一見同じように見えるセットが本物に比べて高さが少し高かったらしく、「高いんだよ」と指摘したり、内村扮する関ロに対して司会ぶりや進行振りのダメ出しを行った。
  - その後、1992年2月17日放送の第654回で『やるならやらねば』のレギュラー出演者（内村光良、南原清隆、ちはる、名古屋章、神田利則）が出場し、『サンデーモーニング』チーム（新堀俊明、三屋裕子、ケント・ギルバート、高木希世子、ペマ・ギャルポ）と対決した（TBSチャンネルでは再放送なし）。『やるやら』で乱入したことからウッチャンナンチャンとの因縁が始まり、その後『関口宏の東京フレンドパーク』に変わってからは、『ムーブ』時代に「パーフェクトを達成して関口の（当時白くなりだしていた）前髪を染めてやる!」とウンナンが何度も来園したあたりまで続いた。ちなみに2度挑戦して、ともに最後のアトラクション（ハイパーホッケー）で失敗したため関口の前髪を染めさせることは阻止され、逆にウンナンがスタジオ内の清掃係をさせられたが『関口宏の東京フレンドパークII』の2002年6月10日放送で内村がウルトラキャッツのメンバーとして出演、グランドスラムを達成し内村にとっては2度の雪辱を果たす形となった。
- 1992年7月20日放送の第675回では対戦チームの苗字がいずれも「鈴木」だった（TBSチャンネルでは2006年1月9・16日に再放送）。
- 1992年8月3日放送の第677回ではウルトラマンチーム対仮面ライダーチームが対決（TBSチャンネルでは放送なし）。
  - ウルトラマン側キャプテン：毒蝮三太夫（アラシ隊員…ウルトラマンに登場、フルハシ隊員…ウルトラセブンに登場）。
  - 黒部進（ハヤタ隊員 / ウルトラマン）
  - 団時朗（郷秀樹 / 帰ってきたウルトラマン）
  - 長谷川初範（矢的猛 / ウルトラマン80）
  - ペギー葉山（緑のおばさん / ウルトラの母…ウルトラマンタロウに登場）
  - 仮面ライダー側キャプテン：小林昭二（立花藤兵衛）
  - 宮内洋（風見史郎 / 仮面ライダーV3）
  - 速水亮（神敬介 / 仮面ライダーX）
  - 荒木しげる（城茂 / 仮面ライダーストロンガー）
  - 松田洋治（岡村マサヒコ…仮面ライダーアマゾンに登場）

なお小林はウルトラシリーズにも出演（ムラマツ隊長……ウルトラマンに登場）しているため、ウルトラチームから「裏切り者!」と呼ばれ、場内の笑いを誘った。
- レギュラー放送での番組対抗戦は、既に『家族対抗クイズ合戦』1978年8月27日放送分[9] に1回だけ行われていた。出場番組は、『スポーツケンちゃん』と『コメットさん（新）』だった。どちらも国際放映の作品であり、さらに家族がテーマの番組だった。
- 1992年9月28日の最終回（第684回）では1時間の生放送スペシャルで、ハワイ旅行大放出の回であった。人気番組出演者、タレント、TBSアナウンサー、一般家族の計10チームが出場。対戦相手はくじ引きで決定、1問だけの勝負で、勝ったチームがその場でトラベルチャンスに挑戦。そのため両チームのテーブルには予め帽子と「見送り」旗が置いてあった。全チーム対戦後、残り時間があれば1度勝負に敗れたチーム同士での敗者復活もあり、1回だけ行われた。最後は出演者全員、ナレーターの橋本、番組スタッフが集まってエンディングとなり、9分割スクリーンには「14」「年」「間」「あ」「り」「が」「と」「う」「百太郎マーク」と出された。また生放送で時間がなかったため、巻きで進行する忙しさのあまり関口が3問お手つきで3つ目の「×」のプラカードを渡すつもりが「見送り」の旗を渡す、トラベルチャンスではフラップ板ではなく9分割スクリーンを使う為、解答者が答えたランキングが常時表示されず、ハワイ行き確定の帽子を被せる際に誰が1位か分からずに（1位を答えた解答者を優先させるため）解答者の自己申告や女性優先で帽子を被せる、「見送り」旗ではなく「×」のプラカードを持たせる場面も見られた。また、合計得点は勝利チームのスコアボード、獲得人数はスクリーン上部の白いスコアボードに表示された（TBSチャンネルでは放送なし）。
- 1988年3月29日放送の『クイズまるごと大集合1988年春』で『100人に聞きました』の問題の中に南極越冬隊員37人に聞いた問題も出題された（質問は「仕事がない時は何をして過ごす?」だった。出場チームの解答者の中には「人形と遊ぶ」という珍解答もあった）。この時の『クイズまるごと大集合』の第1次予選の『100人に聞きました』では1問勝負で勝ったチームには無条件で100点（回によっては1000点、1500点）が加算される設定となっていた。また別の回では、プロゴルファーの岡本綾子1人に聞き、回答に優先順位を付けた「ゴルフをする時、これが無いと困る物」という問題が出題、勝者チームに500点加算されるルールであった為、本放送にはまったくない100人に満たない人数で聞いた問題も存在していた。
- また、1991年春の『クイズまるごと大集合』では競馬にまつわる問題で別の回答から「調教師」が開いてしまい、スタジオで控えていた大橋巨泉からクレームがあった。そのため得点こそ認めるが不正解扱いで解答権は失うと言う異例の措置が取られた。
- 解答後はカメラがパネルに向かってズームするが、最後の1枚の際はそのパネルに向かってズームする。
- 解答者が答えた回答が正解の回答と微妙な場合、スタッフが判定する為、アタック音の後に数秒の間が空く事がある。それで不正解の場合は大きなヒントとなる。
- 解答者が上手く説明出来ず、まとめられない解答があると、関口は少しの間の後「それ!」と言って判定を委ねる事があった。大抵は不正解の場合が多い。
- 曖昧な答の言い直しを促すチャイム音を、司会の関口は「チンポン」と表現していた。視聴者から言葉の響きに「違和感」がある等の投書が寄せられたりしたものの、関口は「別におかしくないと思いますが」として、言い替えることは無かった
- 1990年頃、出身大学対抗の芸能人大会があり、日本大学をはじめ、同窓生同士の男女混成の5人衆がクイズに挑んでいた。また同時期の正月特番で芸能人の出身県別対抗大会があった。男女3人組で1問先取勝ち抜きトーナメント方式だった。山梨県代表ではプロレスラーのジャンボ鶴田も出演していた。
- 番組終了から3カ月後の1993年1月、正月特番で再登場した（チームは大学生チーム、解答者はみのもんた・渡辺正行）。
- 得点表示は一般的なデジタル数字（7セグメントディスプレイ）表示であるが、唯一「4」だけ通常のデジタル表示で使われるデザインではなく、横棒の右側部分が突き抜けていた。
- 1990年1月8日の放送（第549回）で、使用されている音楽（テーマソングや、あるあるあるーの時や、3人×の音楽）がリニューアルされた。その後今回のリニューアルが良かったか良くなかったか葉書によるアンケートが行われた。良かったと書いた人には抽選で賞品（リニューアルした音楽を収録したカセットテープ）が当たるというアンケートだったにもかかわらず、良くなかったという葉書が届いていた（番組内では「大失敗」と書かれた葉書を紹介していた）。やはり違和感があったためか1991年4月にあるあるあるーのBGMは元の曲をアレンジしたものに変えられた（テーマソングはアレンジされ、3人×の音楽はそのまま使われた）。
- 番組後期辺りから、スタッフクレジットに感謝の意味をこめてアンケートに答えてくれた100人も（「○○（サラリーマン、高校生など）100人のみなさん」の後に「ありがとうございました」と）クレジットされた。さらに、1991年10月にTBSのロゴが「ミクロコスモスTBS」に変わると制作著作のクレジットがCGアニメーションへと変更された（アニメーションは当時の局名告知と同じ、現在制作著作クレジットをCGアニメにする演出はテレビ朝日が生番組で取り入れている）。
- 1980年から1984年までTBS系列で放送された正月特番『超豪華!番組対抗かくし芸』では、1980から1982年まで隠し芸と隠し芸の合間のワンコーナーとして、隠し芸参加番組出演者がクイズを行っており、関口と橋本もコーナー担当として参加していた。その後1983年には『クイズ天国と地獄』、1984年には『ザ・チャンス!』にコーナーを変更したが、関口は1984年に、それまで愛川欽也が担当した総合司会を務めた。

## 書籍
- クイズ100人に聞きました（1979年、朝日ソノラマ、ISBN 978-4-257-05015-5）
- クイズ100人に聞きました〈第2集〉（1979年、朝日ソノラマ）
- クイズ100人に聞きました〈第3集〉（1980年、朝日ソノラマ）
- クイズ100人に聞きました〈第4集〉（1980年、朝日ソノラマ）
- クイズ100人に聞きました〈第5集〉（1981年、朝日ソノラマ）
- クイズ100人に聞きました〈第6集〉（1981年、朝日ソノラマ、ISBN 978-4-257-05024-7）
- クイズ100人に聞きました〈第7集〉（1982年、朝日ソノラマ、ISBN 978-4-257-05032-2）
- クイズ100人に聞きました〈第8集〉（1983年、朝日ソノラマ、ISBN 978-4-257-05034-6）
- クイズ100人に聞きました〈第9集〉（1983年、朝日ソノラマ、ISBN 978-4-257-05036-0）
- クイズ100人に聞きました〈第10集〉（1983年、朝日ソノラマ、ISBN 978-4-257-05040-7）
- クイズ100人に聞きました〈'85年版〉（1984年、朝日ソノラマ、ISBN 978-4-257-05047-6）
- クイズ100人に聞きました〈'86年版〉（1985年、朝日ソノラマ、ISBN 978-4-257-05055-1）
- クイズ100人に聞きました〈'87年版〉（1986年、朝日ソノラマ、ISBN 978-4-257-05068-1）
- クイズ100人に聞きました〈'88年版〉（1987年、朝日ソノラマ、ISBN 978-4-257-05070-4）
- クイズ100人に聞きました〈'89年版〉（1988年、朝日ソノラマ、ISBN 978-4-257-05072-8）
- クイズ100人に聞きました〈'90年版〉（1989年、朝日ソノラマ、ISBN 978-4-257-05074-2）
- クイズ100人に聞きました〈'91年版〉（1990年、朝日ソノラマ、ISBN 978-4-257-05075-9）
- クイズ100人に聞きました〈'92年版〉（1991年、朝日ソノラマ、ISBN 978-4-257-05078-0）
- クイズ100人に聞きました〈'93年版〉（1992年、朝日ソノラマ、ISBN 978-4-257-05081-0）

## パロディ
- オレたちひょうきん族（フジテレビ）のコーナードラマ「タケちゃんマン」第97話「タケちゃんマンのクイズ必勝法の巻」（1983年11月26日放送）にて、ビートたけし扮する竹造らが様々なクイズ番組に挑戦するストーリーの中で登場。
  - 本家との相違点
    - 番組タイトルは、「クイズ何人かに聞きました」
    - パネル表示の画面の切り替わりが手動式で下にパネルが下がる方式となっていた。
    - マスコットマークも西武ライオンズのレオマークが使われていた（球団からの使用許諾が降りた為、使用出来たと思われる）。
    - トラベルチャンスが無く、優勝チームはハワイ獲得となった（あくまでもパロディで、実際にはハワイ獲得していない）。
- ビートたけしの全日本お笑い研究所（日本テレビ）でも1988年6月15日放送の「北野さん一家のクイズ日記」のコーナーで「クイズ100人に聞いてしまいました」があった。司会は大平サブロー扮する関口ぴろし。
  - 本家との相違点
    - 解答パネラーは1チームで3人だった。
    - 答えの数が4個である。
    - 点数表示がデジタル式ではなく、電球方式であった。
    - パネル表示の画面の切り替わりが手動式で、パネルが横回転出来る方式となっていた。
    - 先攻チームが1つでも「×」マークが付くと、解答権は後攻チームに移っていた。
    - マスコットマークも番組オリジナルのウサギをイメージしたイラストが使われていた。
    - トラベルチャンスが有り、優勝チームはハワイ獲得となった（あくまでもパロディで、実際にはハワイ獲得していない）。
- カッ飛び!花マル塾（テレビ朝日）では「芸能人100人に聞いてしまいました!!」のコーナーがあった。司会は山城新伍。パネルを空けるBGMはオリジナル。
- 邦ちゃんのやまだかつてないテレビ（フジテレビ）でも「クイズ役人に聞きました」のコーナーがあった。司会は関根勤が本家の関口の物まねで司会。
  - 本家との相違点
    - パネル表示の画面の切り替わりが手動式で下にパネルが下がる方式となっていた（ひょうきん族でのパロディ分を流用した形になっている）。
    - マスコットマークも番組オリジナルのスイカをイメージしたイラストが使われていた。
    - 出場チームも山田さんチームと、渡辺さんチームと固定していた。
    - トラベルチャンスがなく、賞金も賞品もなかった。
- ウッチャンナンチャンのやるならやらねば!!（フジテレビ）でも「クイズ5,6人に聞きました」のコーナーがあった。司会は内村光良扮する関ロ宏（せきろひろし、「関ロ」の「ロ」は片仮名の「ロ（ろ）」）。
  - 本家との相違点
    - 答えの数が4・5個である。
    - 出場チームも南原清隆扮する加山(くわやま)雄三チームがレギュラーとなっていた。
    - 屋根裏のアナウンサーを境鶴丸アナウンサーが担当し、締めくくりのナレーションもなかった。
    - マスコットマークも番組オリジナルのウッチャンナンチャンのイラストが使われていた。
    - 解答席のチームカラーが向かって左が青、右が赤と逆になっていた。
    - 解答席の高さが低く、賞金表示のソラリー表示もなかった（特に本家の関口宏が出演した時に解答席の高さが本家よりも少し高いことをダメ出しした）。
    - トラベルチャンスがなく、賞品は「世界の銘酒5,6杯分」などチープなものだった。
- それゆけ!マーシー（MBS制作・TBS系）でも「芸能人とデート」のコーナーがあり、クイズ100人に聞きましたと同じ手法だった。
  - 本家との相違点
    - 答えが芸能人にまつわるエピソードで9個あった。
    - 出場チームが女性チーム3人1組で2チームだった。
    - パネルの前に設置されている解答台がなく問題の早押しも解答席から押す形でシンキングタイムの音楽も流れていた。
    - 解答席の賞金表示のソラリー表示が無かった。
    - 誤答時のテロップが「×」マークではなく田代まさしの似顔絵が流れていた（涙を流すアレンジが施されていた）。
    - トラベルチャンスがなく、賞品は勝者の代表者に芸能人とのデートタイムと収録したテープのプレゼントだった。
- スーパークイズスペシャル、島田紳助がオールスターの皆様に芸能界の厳しさ教えますスペシャル!（日本テレビ系列、後者は読売テレビ制作）では、「クイズ100人に聞いたら1人しか答えませんでした」といったコーナーがあった。なお当番組は不定期特番であったが放送初期回には関口も司会として出演している。
  - 本家との相相違点
    - ある事柄に対して、100人にアンケートをした結果、「1人」しか答えなかったものを当てるクイズ。「2人」以上答えたものが回答した場合、即失格となる。
- ビートたけしのフランスは本当に勲章をくれたのかTV（TBSテレビ）では、「クイズ足立区約100人に聞きました」のコーナーがあった。司会はビートたけし扮する関口少年。
  - 本家との相違点
    - マスコットマークはビートたけしの似顔絵が用いられた。
    - 一部問題は大人の事情でお題が出されず、ヒントとして正答を一つか二つ開示しそこからお題を予想し解答する形となり、正解回答が出ても音声が伏せられスクリーンにも「大人の事情」のみしか表示されないものもあった。
    - トラベルチャンスが無く、優勝チームはザンビア旅行獲得となった（あくまでもパロディで、この時たけしは｢ザンビアへ行って少年兵と戦っていただきます｣とコメントしていた。また実際にはザンビア旅行を獲得していない）。

## クイズ100人に聞きました形式のクイズを行っていた番組
- とんねるずの生でダラダラいかせて!!（日本テレビ）：「クイズ100人ぐらいに聞きました」- この時は4人×で相手に解答権が移るというルールだった。
- 加トちゃんケンちゃんスペシャル（テレビ朝日）：「芸能人100人に聞きました」- 不正解の時に解答権が移るというルールだった。
- タモリのボキャブラ天国（フジテレビ）：「クイズ100人がボキャブりました」
- EXテレビ（読売テレビの担当日）：「クイズ100人が言いませんでした」→「クイズ1人しか言いませんでした」

この形式は『スーパークイズスペシャル』と『島田紳助がオールスターの皆様に芸能界の厳しさ教えますスペシャル!』でも行われた
- 第4回FNS1億2,000万人のクイズ王決定戦!（フジテレビ）：「第3ラウンド★ステップ1・対戦早押しクイズ」

早押しの解答スタイルをそのまま採用した。
- 日向坂で会いましょう（テレビ東京）:「クイズ!おひさま100人ぐらいに聞きました」[10]

2022年10月16日（2022年10月17日深夜）にて放送。日向坂46メンバーの出身地で分けた東日本チームと西日本チームが対戦した。きつねのキャラクターが出てくるなど、ほぼ当番組に近い形式で放送された。